# 喬氏絲隆頭魚
喬氏絲隆頭魚，又稱喬氏絲鰭鸚鯛，為輻鰭魚綱鱸形目隆頭魚亞目隆頭魚科的其中一種，分布於中東太平洋的夏威夷群島海域，棲息深度5-186公尺，體長可達10公分，棲息在海草生長茂密的礁石區，以浮游生物為食，生活習性不明，可作為觀賞魚。

## 擴展閱讀
維基物種上的相關：喬氏絲隆頭魚